# Louis François De Pauw
Louis François De Pauw (1844-1918) was een Belgische paleontoloog, archeoloog, preparateur, naturalist, taxidermist en burgerwetenschapper (citizen scientist) die wereldfaam verwierf met de opgraving, montage en preparatie van onder andere de iguanodons van Bernissart.

## Scientia et conscientia
Louis De Pauw’s doopnaam was Ludovicus Franciscus Depauw. Hij werd geboren op 19 juni 1844 in Sint-Niklaas. Hij was de zoon van een herbergier die de geboorteakte van zijn zoon met Depauw in één woord, ondertekende.
Ludovicus was een autodidact die van kindsbeen af een passie had voor anatomie. We noemen zijn naam in een adem met de mammoet van Lier, de iguanodons van Bernissart en de fossiele walvissen van Antwerpen. Zijn enthousiaste karakter, zijn belangstelling voor het werk dat hem werd aangeboden, zijn grote technische vaardigheid en zijn observatievermogen werden gediend door grote historische gebeurtenissen op paleontologisch, archeologisch als antropologisch vlak.
De Pauw leefde tijdens de tweede industriële revolutie; het ‘tijdperk van de synergie’ waarin grote innovaties en uitvindingen werden ontwikkeld die op wetenschap waren gebaseerd. Onder het motto Scientia et conscientia stond zijn leven in het teken van zelfontplooiing door middel van studie. De Pauw’s liefde voor de studie was zo groot dat hij, ondanks zijn beperkte middelen en zware gezinslasten, maandelijks cent per cent het bedrag bijeen spaarde dat hem in het bezit zou stellen van George Cuvier’s Recherches sur les ossemens fossiles de quadrupèdes. Het illustreert een man met een volhardend karakter wiens energie nooit afnam en die geduldig maar zeker recht op het doel afging dat hij nastreefde.

## Mammoet

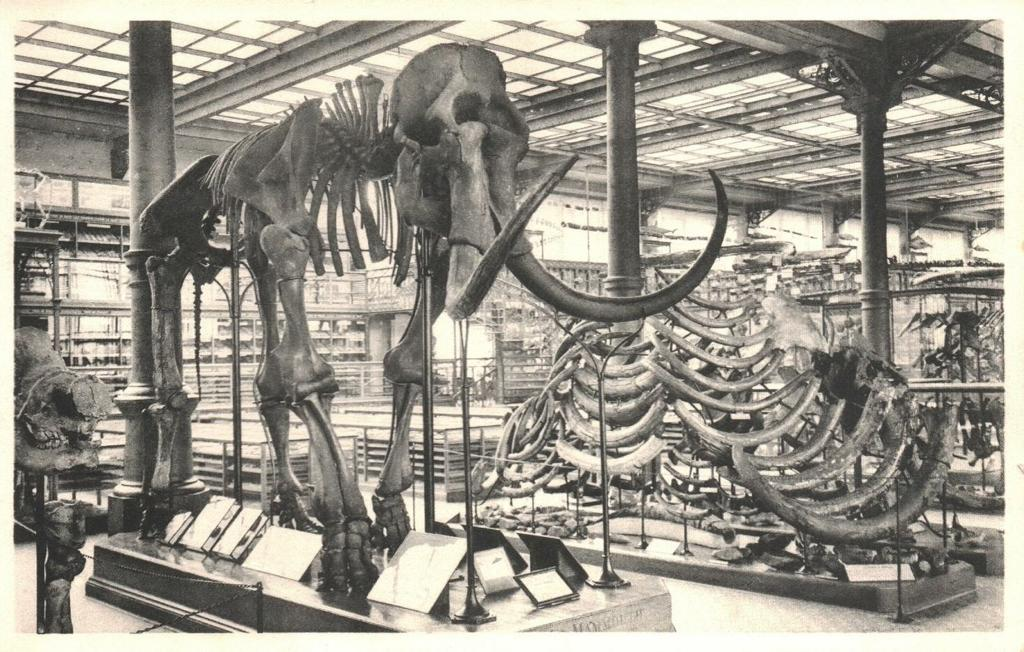
Mammoet van Lier begin 20e eeuw, opstelling Janlet zaal.

In 1864 woonde Louis nog in Aalst. Hij verdiende zijn brood als preparateur.
Hij zegt daarover: ‘Op een dag kreeg ik het idee om van eenzelfde individu zowel de huid als het skelet te prepareren. Een procedure, die bovendien veel geld uitspaart, was vanuit wetenschappelijk oogpunt zeer interessant in die zin, dat men zowel over de huid als het gemonteerde skelet van eenzelfde specimen beschikt.
Louis' deelde zijn idee met Bernard Du Bus de Gisignies, de toenmalige directeur van het Koninklijk Natuurhistorisch Museum van België en korte tijd later op 15 januari 1865, kon Louis aan de slag als assistent preparateur in de ateliers van het museum.
Zijn eerste opdracht betrof een walrus die volgens het oude systeem was gemonteerd. Het was deze reconstructie die Louis op een nieuw idee bracht: de realisatie van de mobiele montage.
Op dat moment lag in de kelder van het museum het skelet van een wolharige mammoet. Het beest was in 1860 bij de aanleg van een sluis aan de afleiding van de Nete in Lier gevonden. De enorme schedel was tijdens het transport naar het museum in 200 stukken gebroken. Niemand dacht aan de montage van het gigantisch fossiel toen Louis in 1866 aan zijn plannen voor een mobiele assemblage werkte. Ondertussen was Edouard Dupont benoemd tot directeur. Louis nam opnieuw het initiatief en stapte met zijn uitvinding van een mobiele assemblage naar Dupont.
Louis nieuwe bevestigingssysteem voor de reconstructie van de mammoet bestond erin elk stuk bot met behulp van een drukschroef aan een ijzeren frame te bevestigen. Op die manier werd geen enkel stuk doorboord. Het systeem maakte het verwijderen of behandelen van een afzonderlijk bot mogelijk zonder nutteloze demontage van het volledige skelet. Dankzij dit proces ontmantelde Louis het hele skelet in dertig minuten en plaatste hij alle stukken terug op hun plaats in vijfenzestig minuten. De mobiele montage van het mammoetskelet leverde hem internationale erkenning op. De reconstructie van de Mammuthus primigenius werd een chef d’oeuvre genoemd.

## Walvisachtigen
Vanaf 1859 startte men rond Antwerpen met de aanleg van de fortengordel. Miljoenen kubieke meter grond werden tijdens de graafwerken verzet. Bleek dat Antwerpen op een walvissenkerkhof was gebouwd. Het Ministerie van Oorlog gaf de toestemming om de vondsten van de fossiele zeezoogdieren te verzamelen. Op die manier verkreeg het museum in Brussel de omvangrijkste verzameling fossiele walvisachtigen ter wereld. Ten minste 200 m³ arriveerde per karrenvracht in het museum. Louis’ aandeel bestond erin de lading botten te rangschikken en ze aan een eerste determinatie te onderwerpen.
Volgens Professor Zoologie Pierre-Joseph Van Beneden die de fossiele vracht uit Antwerpen gedurende 20 jaar bestudeerde kunnen ‘alleen degenen die de stapels botten in de kelders van het museum met hun eigen ogen hebben gezien zich voorstellen hoeveel moeite het heeft gekost om ze te sorteren en vervolgens elk bot te koppelen aan zijn eigen soort en type’.
Van Beneden benoemt en draagt de walvisachtige Isocetus depauwi op aan Louis: ‘Hij is het die alle beenderen betreffende deze soort heeft verzameld en hij heeft het grootste aandeel gehad in de voorbereiding van het materiaal dat gebruikt werd voor het werk over de Antwerpse Cetaceeën. Isocetus depauwi is een kleine baleinwalvis uit het Mioceen.

## Iguanodons

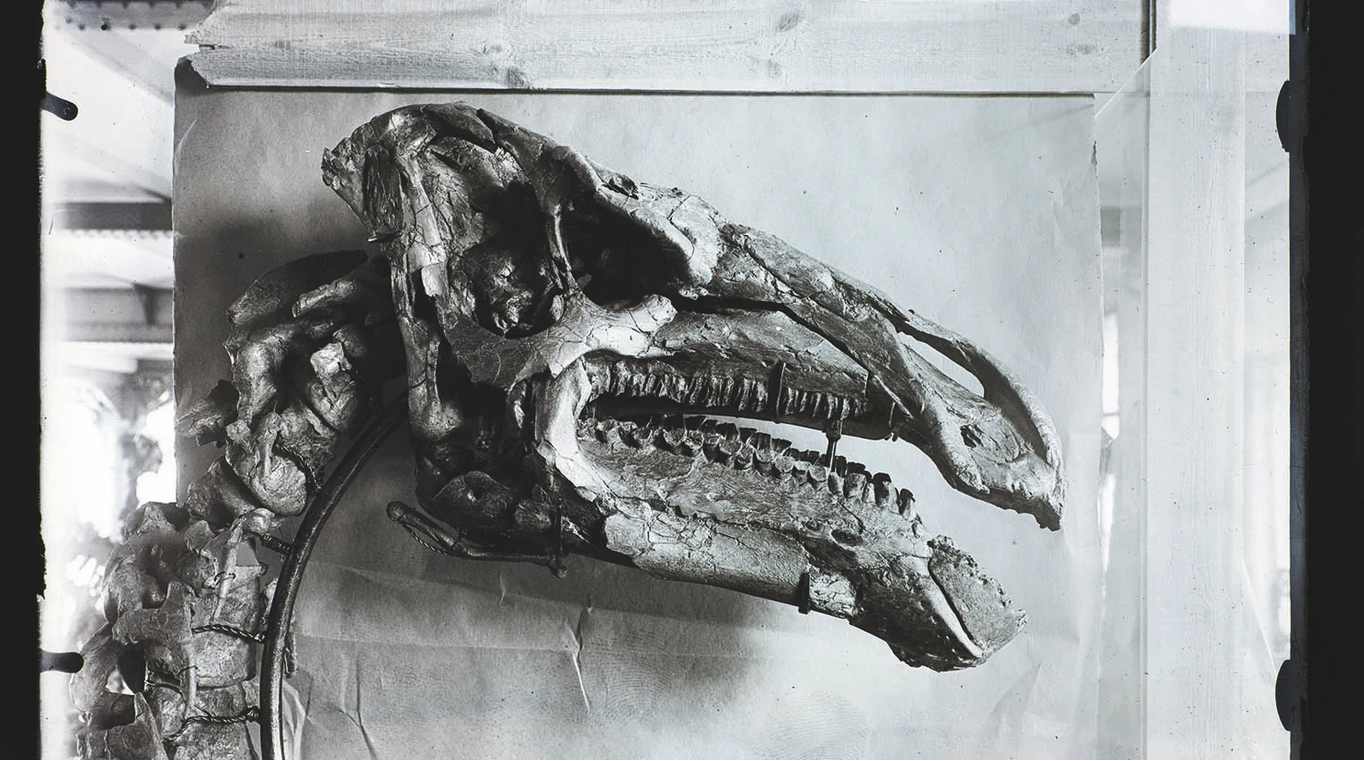
Iguanodon bernissartensis

‘De vader van de iguanodons’ zoals hij door zijn vrienden werd genoemd dook gedurende 3 jaar de steenkoolmijn van Bernissart in. Hij begeleidde op -322 meter en -356 meter diepte de opgraving van onder andere een dertigtal Iguanodons.
Louis besloot de skeletten rechtop te reconstrueren. Zijn eerste poging tot reconstructie was tegelijkertijd een subsidieaanvraag aan de Belgische overheid.
Onder de gotische gewelven van de Nassaukapel in de huidige Koninklijke Bibliotheek van België (KBR), kwam het halve skelet van iguanodon AB, getroffen door het houweel van een mijnwerker, aangevuld met een tekening tot leven. Het moet spectaculair geweest zijn. Iemand overhalen gaat makkelijker wanneer die zich het resultaat kan visualiseren. Dat had Louis goed begrepen en hij stak een foto van de opstelling bij de subsidieaanvraag voor het voortzetten van de opgravingen. Het was Photoshop avant la lettre. Brussel was onder de indruk en gaf 15.000 Belgische franken ‘om het hoofd te bieden aan de kosten die opgraven, transporteren en reconstrueren van de skeletten van de iguanodons van Bernissart met zich meebrengen’.
Louis reconstrueerde het allereerste skelet van Iguanodon bernissartensis die in 1883 werd tentoongesteld op de binnenplaats van de oude locatie van het museum. In 1884 werd Mantellisaurus door Louis gemonteerd en tentoongesteld.
Andere vondsten uit de steenkoolmijn van Bernissart; skeletten van de schildpadden en de krokodillen Goniopholis simus en Bernissartia Fagesii werden door De Pauw gereconstrueerd.

## Misprijzen
Louis De Pauw kreeg van het Koninklijk Natuurhistorisch Museum van België niet wat hij verdiende voor zijn aandeel in de Iguanodon-saga. In Edouard Dupont’s Guide dans les collections: Bernissart et les Iguanodons uit 1897 staat onder foto A: ‘Eerste proef over de reconstructie van een iguanodon in 1880’. Er wordt nergens bij vermeld dat dit het persoonlijke werk is van Louis De Pauw. Met het jaartal 1880 wordt de waarheid tweemaal tekortgedaan.  

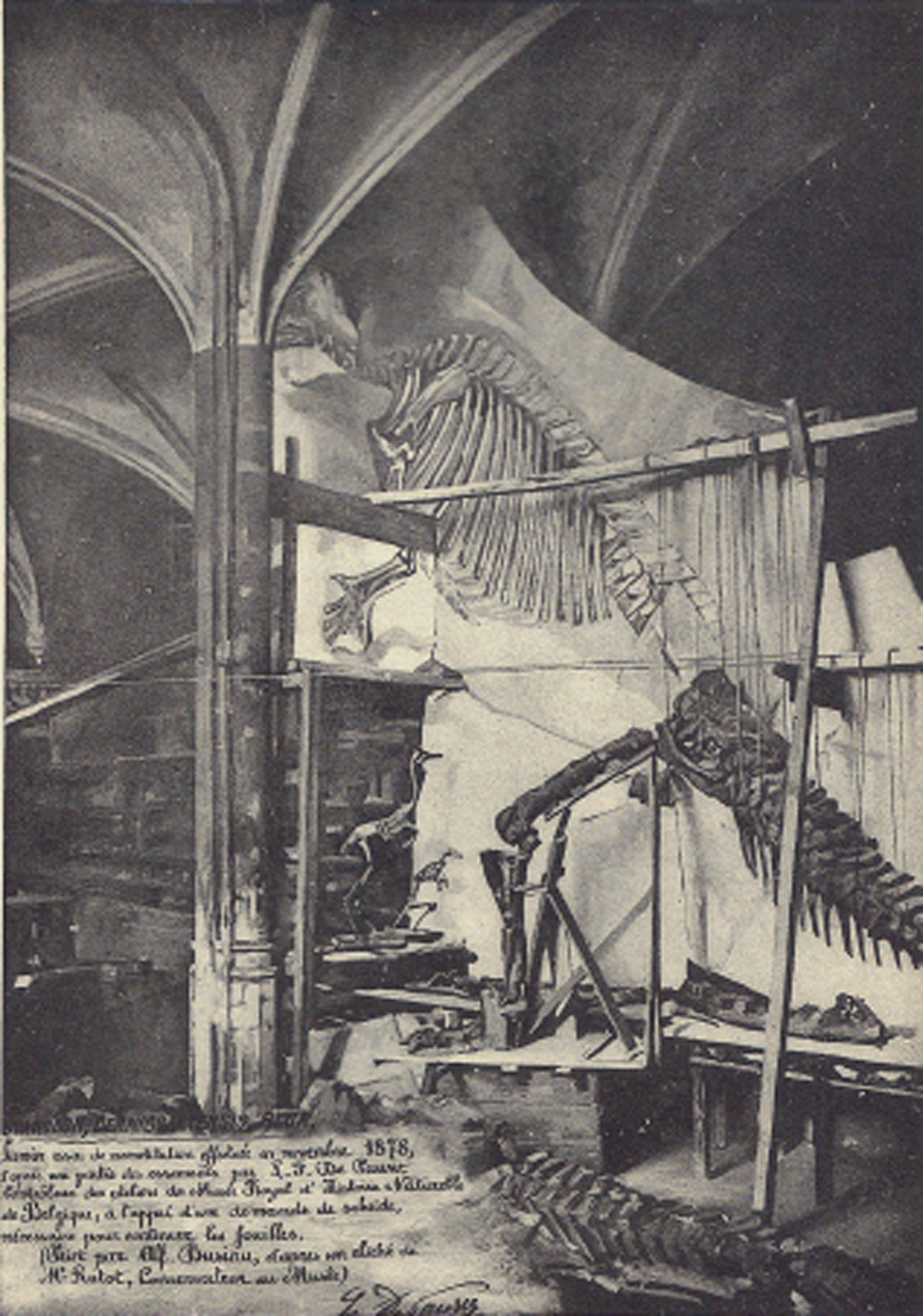
Foto A uit 1878.
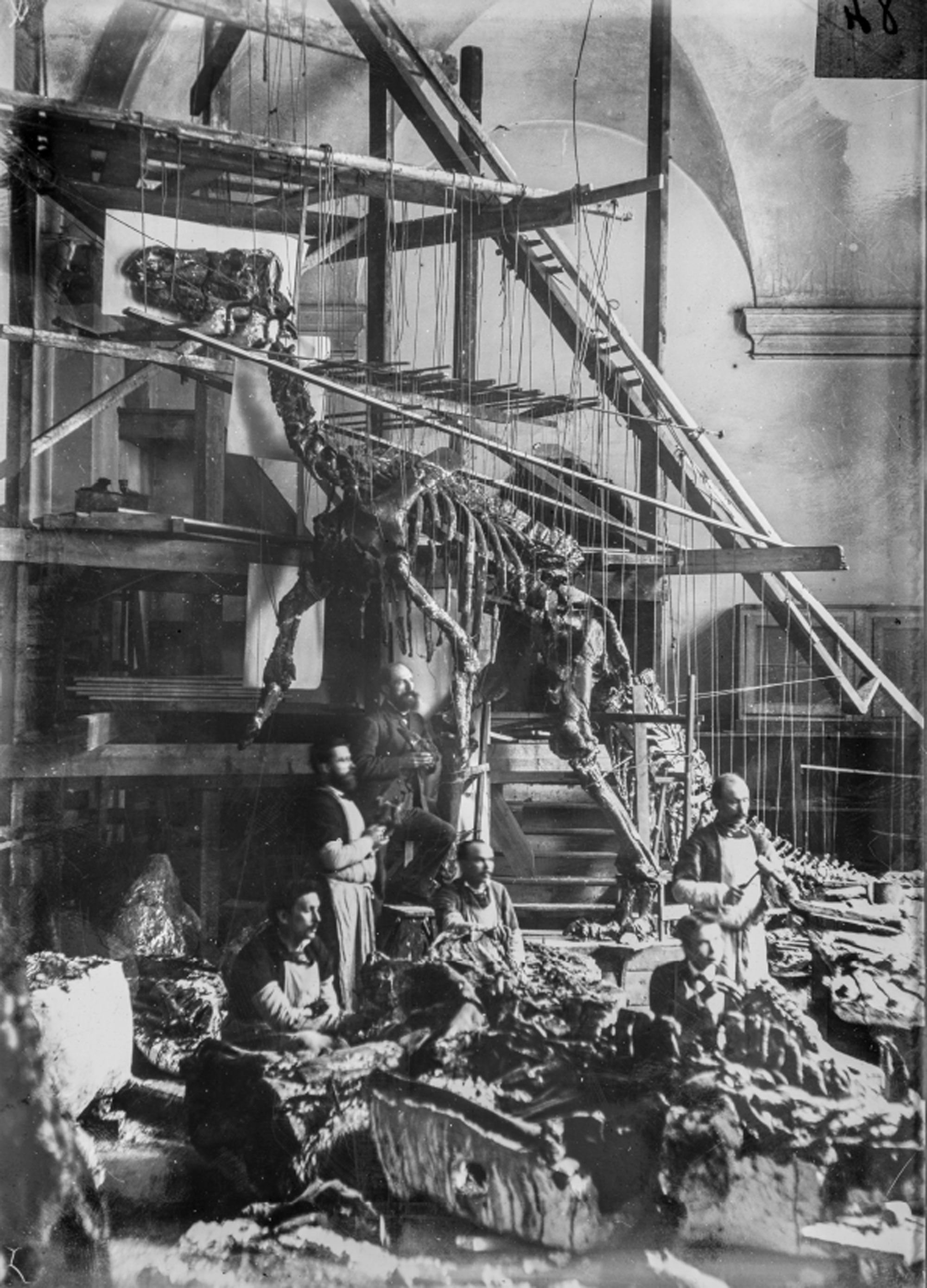
Foto B uit 1882.
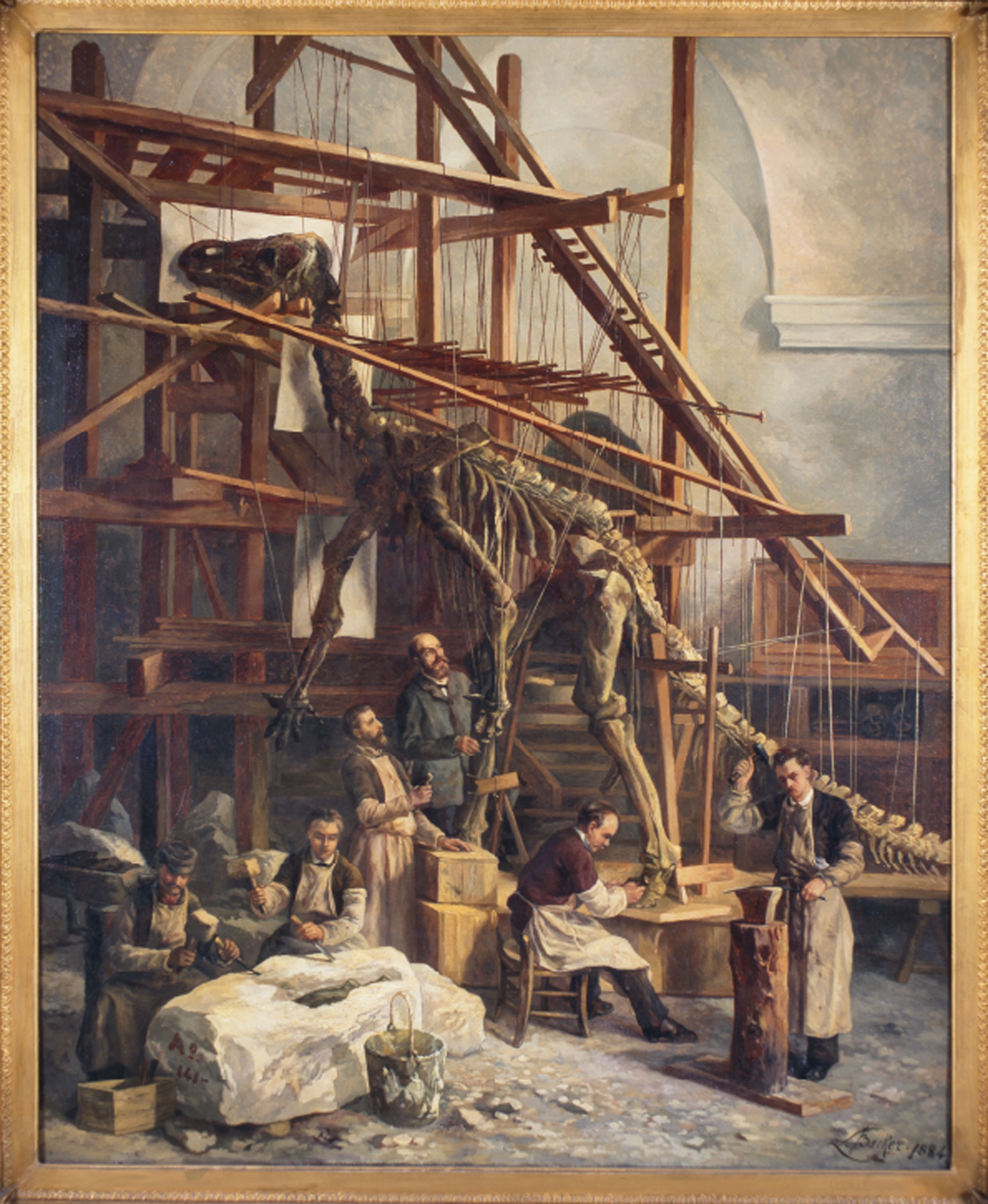
Foto C, schilderij van Léon Becker uit 1884.

De afbeelding uit 1878 (A), oorspronkelijk bedoeld als subsidieaanvraag werd en wordt sindsdien foutief gedateerd en uit zijn context gehaald.
In publicaties door oud-sectiechef der Gewervelde Fossielen Edgar Casier, tandheelkundige Guy-Elie Quinet en paleontoloog-geoloog Pierre Bultynck, allen van het Koninklijk Belgisch Instituut voor Natuurwetenschappen, verschijnt foto A uit 1878 steeds in combinatie met een foto uit 1882 (B) of met het schilderij van Léon Becker uit 1884 (C). Ze tonen Louis De Pauw en technici voor een ingewikkelde stelling, de montage van iguanodon Q voor de allereerste tentoonstelling in 1883.
Het afbeelden van de afbeeldingen naast elkaar geeft de indruk dat het twee stadia betreft uit het montageproces van één en dezelfde iguanodon. Zo staat het ook in het bijschrift in Casiers boek uit 1960, Les Iguanodons de Bernissart: ‘De foto’s representeren twee fases in het montageproces van het eerste exemplaar van Iguanodon bernissartensis.’ Ook auteur Quinet noemt de twee afbeeldingen in één adem: ‘Foto’s rond 1880 genomen in de Sint-Joriskapel. Deze foto’s stellen echter twee etappes voor bij de montage van een eerste exemplaar van de Iguanodon bernissartensis.’
In 1987 schrijft Pierre Bultynck, oud-hoofd van het departement Paleontologie van het Koninklijk Belgisch Instituut voor Natuurwetenschappen, in zijn boek Bernissart en de Iguanodons ten onrechte dat mijningenieur Louis Dollo, die in 1882, vier jaar na de vondst in Bernissart, in het museum komt werken, de lichaamshouding van de iguanodons vergeleek ‘met die van een kangoeroe of van een struisvogel. De skeletten van deze dieren werden trouwens gebruikt voor de eerste opstelling van een iguanodonskelet in 1883 in de Sint-Joriskapel. Beide skeletten zijn zichtbaar op een oude foto van de eerste opstelling.’
Maar noch op de foto’s van 1882 noch op het schilderij van Léon Becker uit 1884, vind je het skelet van een kangoeroe of een struisvogel. Die staan enkel op foto A waar Dollo onmogelijk bij betrokken kon geweest zijn. Niet Louis Dollo, maar Louis De Pauw gebruikt dus het skelet van een struisvogel en een kangoeroe als model. De twee afbeeldingen met een tijdsverschil van vier jaar worden vaagjes gedateerd rond 1880. Dit tijdsinterval, dat nergens begint en nooit afloopt, is per definitie altijd correct, maar doet afbreuk aan het pionierswerk van Louis De Pauw.
In de bezoekersgids Guide dans les collections: Bernissart et les Iguanodons negeert directeur Dupont hem volledig. Zijn naam komt niet eenmaal voor. In zijn publicatie Notes sur les fouilles du charbonnage de Bernissart somt Louis De Pauw dwalingen en fouten op die voorkomen in de bezoekersgids: ‘Het hoe en waarom van de tweevoetige tred van de dinosauriërs is door mij vastgesteld in 1878 en pas gecontroleerd en bevestigd in 1883 door de natuurvorser Louis Dollo. De allereerste tekening is door mij gemaakt op het einde van het jaar 1878. Niet in 1880 zoals pagina 21 in Guide dans les collections: Bernissart et les Iguanodons laat uitschijnen.’ De Pauw somt nog andere tekeningen op waarvoor hij geen krediet krijgt. Maar er is meer. Iguanodon G is het derde skelet dat wordt gerestaureerd. Louis De Pauw zegt dat hij het beest reconstrueerde voor hij zijn ontslag gaf in 1884. Skelet G ‘is met zekerheid niet opgesteld in 1886’, zoals beweerd wordt.
De raad van bestuur van het museum betreurt in 1892 dat De Pauw’s naam volledig ontbreekt in de zaal met de iguanodons. Ook heden ten dage wordt De Pauw in het Museum voor Natuurwetenschappen niet vermeld voor zijn verdiensten; het is enkel Louis Dollo die in de opschriften wordt vernoemd.
Het museum van Bernissart besteedt een zin aan De Pauw: ‘Het museum engageert zich gedurende drie jaar in een omvangrijke operatie onder leiding van Louis De Pauw.’ Er hangt ook een uitvergroot portret uit de fotoreeks uit 1882 van de opstelling van iguanodon Q. Ze toont een man met een baard in een witte schort, oog in oog met een gereconstrueerd skelet. Hoewel hier de vraag gesteld kan worden of de man op de tentoongestelde foto werkelijk De Pauw is. Diezelfde foto, maar zonder die man, staat afgedrukt in De Pauws Notes sur les fouilles du charbonnage de Bernissart, waarin hij zijn prestaties benadrukt. Waarom zou hij zichzelf dan wegsnijden uit een foto en de gecensureerde versie in zijn boek opnemen? Zou het kunnen dat niet hij, maar een collega wordt weggeknipt? Een andere foto toont hem namelijk naast zijn collega; de mannen lijken op elkaar, beiden dragen een baard. Louis draagt hier een kostuum, geen werkschort zoals zijn collega.

## Vrije Universiteit van Brussel
In 1884 diende Louis zijn ontslag in bij het instituut. Hij werd preparateur en conservator van de natuurhistorische collectie van het zoölogisch museum van de toenmalige Université Libre de Bruxelles (Huidige VUB/ULB).
Louis voorziet de universiteit van fossielen die in reeksen zijn gerangschikt en specifiek zijn voor de verschillende stratigrafische lagen van de Belgische ondergrond. Deze uiterst zorgvuldig geclassificeerde collectie, ingedeeld volgens de legende van de geologische kaart die in opdracht van de regering werd opgesteld was van onschatbare waarde voor de Universiteit en werd tentoongesteld op de wereldtentoonstelling die in 1897 in het Jubelpark in Brussel plaatsvond.
Op dezelfde tentoonstelling toonde Louis, door middel van de dissectie van slagaders en zenuwen, dat het paard van oorsprong vijf tenen had. Hij kreeg een diploma van verdienste in de categorie Natuurwetenschappen.

## Deinotherium

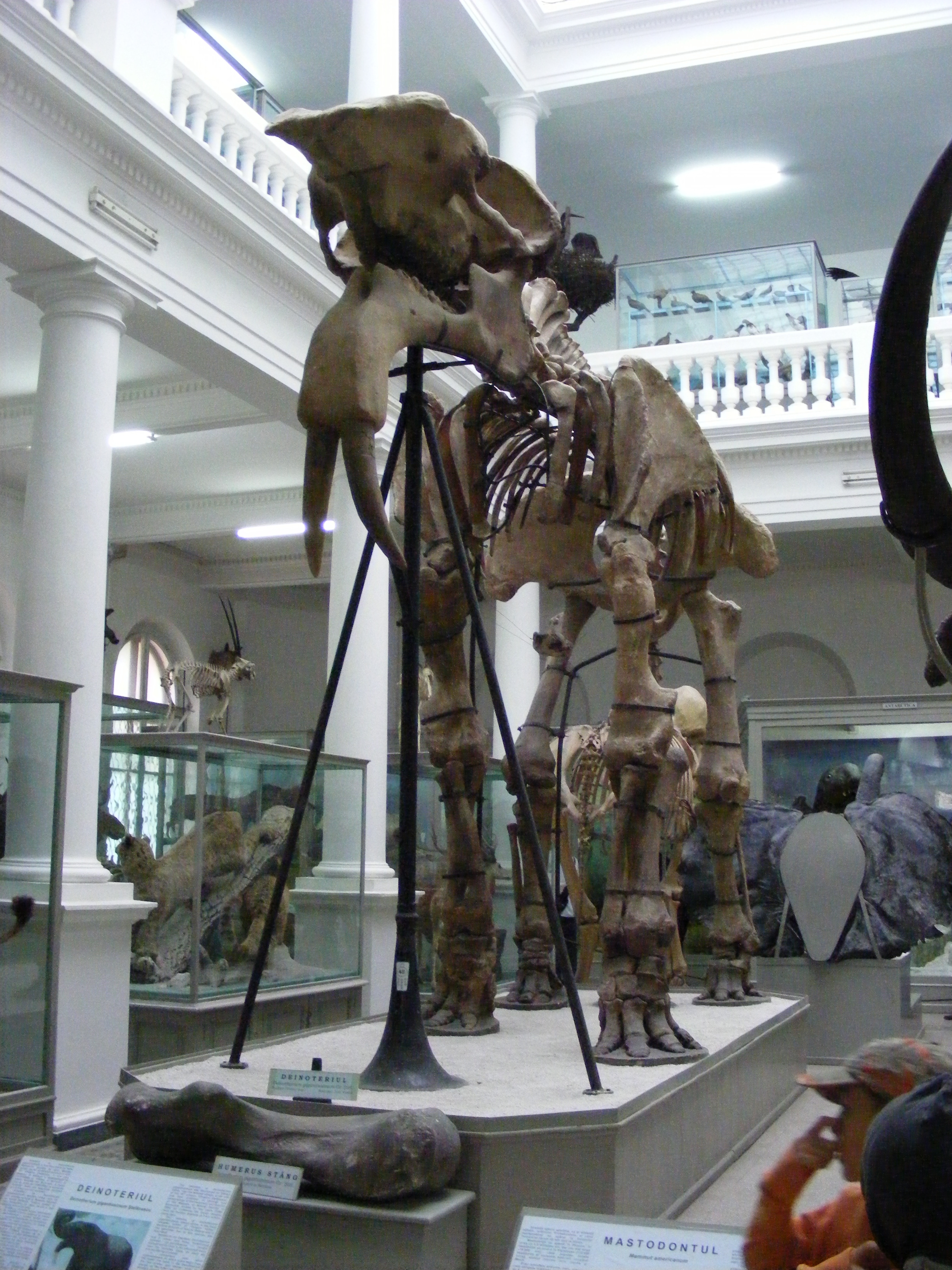
Deinotherium van Mânzaţi.

In april 1906 arriveerde Louis in Boekarest om het skelet van een Deinotherium giganteum te verstevigen en monteren.
De samenwerking liep echter niet van een leien dakje. Volgens Louis behoorden de botten, gezien hun grootte en afmetingen, toe aan minstens zes verschillende individuen. Zijn Roemeense confrater beweerde echter dat de botten van één en dezelfde vondst afkomstig waren. Bovendien waren de beenderen geconsolideerd met een mengsel van gips en hars en niet met een mengsel van lijm en gelatine, waardoor de botten zich in een nog slechtere staat bevonden dan toen ze werden verzameld.
Louis keerde terug naar Brussel zonder het werk te voltooien.

## Wetenschappelijke erfenis
Louis De Pauw overleed op 10 augustus 1918 op 74-jarige leeftijd.
In de daaropvolgende reacties op zijn overlijden werden zijn bijdragen aan de wetenschap op het einde van de 19e en begin 20e eeuw opgesomd en verheerlijkt. Hoewel Louis De Pauw geen academische opleiding had genoten, was hij als autodidact enorm bedreven in de studie, preparatie, conservatie en montage van fossielen. Echter, Louis was meer dan de skeletten die hij reconstrueerde. Ook de geschiedenis van archeologie en antropologie bekoorden hem. In 1893 introduceerde hij in Bulletin de la Société d'anthropologie de Bruxelles met Emile Hublard een systeem van voorgedrukte kaarten; ter bevordering van een meer wetenschappelijke benadering van archeologische opgravingen voor onder andere ‘amateur-archeologen’. De Pauw kon rekenen op grote internationale belangstelling en genoot tijdens zijn leven van heel wat aandacht. Zijn kennis, talent, toewijding, vaardigheid en idealen die hij ten dienste stelde van de wetenschap zijn echter in de loop van de geschiedenis verloren geraakt.

## Louis De Pauw Award
Vanaf 2020 reikt de paleontologische onderzoeksorganisatie Palaeontologica Belgica de Louis De Pauw Award uit. Deze award in naam van Louis De Pauw, dient de belangstelling voor zijn pionierswerk, dat hij meer dan 100 jaar geleden verrichte, opnieuw onder de aandacht te brengen. De award is een eerbetoon aan het levenswerk van Louis dat in musea tentoongesteld staat en in depots van wetenschappelijke instellingen ligt.
De Louis De Pauw Award heeft als hoofddoel om de inzet en bijdragen te eren van mensen zonder academische achtergrond die zich belangeloos inzetten voor paleontologisch onderzoek in België, de zogenoemde citizen scientists.

## Wetenswaardigheden
Synodontis depauwi is een meerval die endemisch is in de Democratische Republiek Congo waar hij voorkomt in Malebo Pool. Hij werd voor het eerst beschreven door de Brits-Belgische zoöloog George Albert Boulenger in 1899, aan de hand van specimens die verzameld werden in Malebo Pool. De soortnaam depauwi is een eerbetoon aan de conservateur des collections de l'Université libre de Bruxelles, Louis De Pauw.
In zijn monografie La vallée de Maelbeek vertelt Louis de geschiedenis van deze vallei, beschrijft hij de opgravingen uit de tertiaire en quataire formaties, somt hij de overblijfselen op die oudere beschavingen hebben achtergelaten en vertelt hij over het verleden van de gemeenten die aan de Maalbeek grensden. De monografie uit 1914 telt 398 bladzijden is geïllustreerd met 45 platen.